# قلعه (مجموعه بازی)
قلعه (به انگلیسی: Stronghold) مجموعه ای از بازی های ویدیویی استراتژی زمان واقعی است که توسط توسعه دهنده بریتانیایی Firefly Studios ساخته شده و متعلق به آن است. این بازی ها به خاطر گرافیک دقیق و گیم پلی عمیق و پیچیده اش معروف هستند. در قرون وسطی، بازیکنان نقش یک لرد یا بانو را بر عهده می گیرند که باید قلعه خود را بسازند و از آن دفاع کنند و همچنین دشمنان خود را تسخیر کنند.

## عناوین مجموعه
| سال  | عنوان                           |
| ---- | ------------------------------- |
| ۲۰۰۱ | قلعه                            |
| ۲۰۰۲ | قلعه: جنگ‌های صلیبی              |
| ۲۰۰۵ | قلعه ۲                          |
| ۲۰۰۶ | افسانه‌های قلعه                  |
| ۲۰۰۸ | قلعه: جنگ‌های صلیبی اکستریم      |
| ۲۰۱۲ | قلعه‌های پادشاهی                 |
| ۲۰۱۱ | قلعه ۳                          |
| ۲۰۱۴ | قلعه: جنگ‌های صلیبی ۲            |
| ۲۰۲۱ | قلعه: جنگ‌سالاران                |
| ۲۰۲۳ | قلعه : نسخه نهایی               |
| ۲۰۲۴ | قلعه قلعه‌ها (بازی ویدئویی ۲۰۲۴) |
| ۲۰۲۵ | قلعه جنگ صلیبی : نسخه نهایی     |

## پس زمینه
این سری از سه عنوان اصلی ساخته شده بر روی Vision Engine تشکیل شده است که هر کدام دارای موتور بازی منحصر به فرد و کاملاً متفاوت خود هستند و همچنین تعدادی الحاقات یا اسپین آف های ساخته شده بر روی موتور بازی یکسانی دارند.
اولین عنوان اصلی Stronghold (2001) بر روی یک موتور بازی ایزومتریک دو بعدی ساخته شد که برای ساخت سه اسپین آف اضافی استفاده شد: Crusader (2002)، Crusader Extreme (2008) و Kingdoms (2012). مانند Age of Empires II، این بازی بعداً به عنوان یک بازسازی HD (2013) و یک نسخه قطعی (2023) منتشر شد.
دومین عنوان اصلی Stronghold 2 (2005) بر روی یک موتور سه بعدی جاه طلبانه و در عین حال بی‌درخشش و باگ منتشر شد، به دنبال آن وصله‌های متعددی برای رفع اشکال‌ها منتشر شد که در Stronghold 2 Deluxe که یک نسخه کاملاً پایدار و وصله‌شده بود که شش ماه پس از عنوان اصلی منتشر شد، به اوج خود رسید. بلافاصله پس از آن، یک اسپین آف با عنوان Stronghold Legends (2006) منتشر شد که محتوای بیشتری به عنوان اضافه کرد.
سومین عنوان اصلی Stronghold 3 (2011) توسط یک شرکت مادر جدید بر اساس یک موتور بازی جدید منتشر شد. سال ها بعد، Stronghold Crusader II (2014) بر اساس این موتور بازی به عنوان دنباله داستان Crusader (2002) و Stronghold: Warlords (2021) به عنوان یک اسپین آف جداگانه منتشر شد. این فرنچایز از طریق خرید استودیو Firefly متعلق به Devolver Digital است.

## بازی ها

### قلعه
Stronghold، در سال 2001 منتشر شد. بازی در انگلستان قرون وسطی می گذرد و داستان یک لرد جوان را دنبال می کند که باید کشور را پس از مرگ پادشاه متحد کند. بازیکن باید منابع را جمع آوری کند، استحکامات بسازد و ارتشی را برای شکست دادن دشمنان خود آموزش دهد. این بازی دارای یک کمپین تک نفره، حالت چند نفره و انواع نقشه های درگیری است.

### قلعه: جنگ صلیبی
قسمت دوم، Stronghold: Crusader، در سپتامبر 2002 منتشر شد. گیم پلی بازی شبیه به بازی اول است، اما با عناصر RTS پیشرفته و با تمام نقشه ها و ماموریت ها به طور کامل در خاورمیانه در قرون وسطی تنظیم شده است. این تمرکز به طور اساسی تحت تأثیر فناوری های استحکامات و محاصره توسعه یافته در طول جنگ های صلیبی قرار گرفت. کل کمپین و همچنین حالت بازی "Conquest Trail" در طول جنگ صلیبی سوم اتفاق می افتد.
برخلاف Stronghold اصلی، چهار کمپین جداگانه و خطی وجود دارد. بازی تاریخ را اجرا می کند: صلاح الدین و ریچارد اول از انگلستان به عنوان شخصیت های هوش مصنوعی بازی حضور دارند تا بازیکن در کنار یا در مقابل آن قرار بگیرد. علاوه بر این، بازیکن مجاز است به عنوان یک لرد عربی یا به عنوان یک پادشاه اروپایی بازی کند با تفاوت کمی بین دو گزینه به جز اینکه بازیکن با کدام واحد شروع می کند.
یک بسته ترکیبی از Stronghold و Stronghold: Crusader، به نام Stronghold Warchest، بعداً با تمام وصله‌های اعمال شده، نقشه‌های جدید، و یک مسیر کمپین جدید و شخصیت‌های هوش مصنوعی در Crusader منتشر شد.

### قلعه 2
دنباله مستقیم اولین بازی و سومین بازی کلی از این سری، Stronghold 2، در آوریل 2005 منتشر شد. موتور بازی برای ارائه گرافیک کاملاً سه بعدی بهبود یافت. تغییرات دیگر شامل کمپین های نظامی جدید و صلح و اضافه شدن جرم و مجازات است. همچنین شامل بسیاری از شخصیت های جدید و تغییر انواع دیوارها و برج هایی است که می توان به یک قلعه اضافه کرد. با این حال، ویرایشگر نقشه بی‌درنگ سریال با یک ویرایشگر بی‌جان جایگزین شد.
پس از انتشار، بسیاری از بازیکنان از خرابی‌های مکرر، تاخیر (حتی هنگام بازی آفلاین روی رایانه‌ای با سخت‌افزار استثنایی) و به طور کلی ماهیت باگ خشمگین شدند. استودیوی Firefly توجه زیادی به شکایات جامعه بازی کرد و قول رفع مشکلات در وصله‌های بعدی را داد. اکثر شکایات با پچ 1.2 متوقف شد. Patch 1.3.1 که در 28 اکتبر 2005 منتشر شد، یک "Conquest Trail" را به بازی آورد، شبیه به Stronghold: Crusader. Stronghold 2 Deluxe بعداً منتشر شد که حاوی تمام پچ ها و محتوای جدید بود.
از نظر انتقادی، Stronghold 2 به طور کلی نقدهای متفاوتی دریافت کرد، با انتقاداتی که متوجه اشکالات موجود در نسخه اولیه و گیم پلی بازی شد. برای تبلیغ Stronghold 2، یک بازی فلش ده سطحی به نام Castle Attack 2 ساخته شد. هدف این بازی ایجاد تعادل در ساخت یک قلعه و دفاع از آن بود.

### قلعه افسانه ها
Stronghold Legends یک اسپین آف Stronghold 2 است که شامل 24 ماموریت است که شامل سه کمپین مختلف می شود: شاه آرتور و شوالیه های میز گرد او، کنت ولاد دراکول و زیگفرید آلمانی. این دنباله شامل ویژگی جدیدی است که به بازیکن اجازه می دهد ارتش های انسانی و افسانه ای را کنترل کند. موجوداتی مانند اژدها و جادوگران را می توان در Stronghold Legends ایجاد کرد.

### قلعه 3
Stronghold 3 یک بازی استراتژی بی‌درنگ محصول 2011 است که دارای سایه‌ها، مناظر، واحدها، ساختمان‌ها، چرخه روز/شب و آب‌وهوای واقعی‌تر است که بر اساس یک موتور بازی سه بعدی جدید، به بازیکن اجازه می‌دهد تا دیوارها و ساختمان‌ها را در زوایای غیر موازی بسازد. این یک دنباله مستقیم برای Stronghold و Stronghold 2 است. برخلاف بازی های قبلی این سری که توسط Take-Two Interactive منتشر شده بودند، این بازی توسط SouthPeak Games، شرکت مادر جدید Gamecock Media Group، ناشر Stronghold Crusader Extreme منتشر شد.

### قلعه پادشاهی ها
Stronghold Kingdoms اولین بازی MMO-RTS از سری Stronghold است. در این بازی رایگان، بازیکنان می توانند دنیایی پر از عناصر بازی اول سری را پیش بینی کنند.

### قلعه جنگ صلیبی 2
Stronghold Crusader II که در 23 سپتامبر 2014 منتشر شد، بر روی موتور بازی Stronghold 3 ساخته شده است، در حالی که از نظر داستانی، دنباله ای برای Stronghold: Crusader است. این بازی در خاورمیانه و در جریان جنگ صلیبی سوم اتفاق می‌افتد و دارای واحدهای جدید، نقشه‌ها، حالت‌های بازی، مکانیک‌های گیم‌پلی، پیشرفت‌های هوش مصنوعی و یک تجربه چندنفره پیشرفته و پیشرفته است. حالت‌های بازی شامل کمپین تک‌نفره تاریخی Crusader و عربی، حالت زد و خورد، چند نفره و حالت همکاری است.

### قلعه: جنگ سالاران
Stronghold: Warlords عنوان جدیدی است که در چین باستان ساخته شده است و بر اساس یک موتور بسیار بهبود یافته از نظر رنگ‌آمیزی، سبک، جزئیات واحد و معماری ساختمان ساخته شده است. تمرکز زیادی روی نورپردازی است. در مقایسه با عناوین قبلی، بازی وزن بسیار سنگین تری بر زیبایی و لوازم آرایشی و همچنین تأثیر مثبت یا منفی آنها بر جمعیت می گذارد که در گیم پلی بازتاب می یابد. این بازی در طول E3 2019 فاش شد و در ابتدا قرار بود در 29 سپتامبر 2020 منتشر شود، اما به دلیل همه‌گیری COVID-19 تا 26 ژانویه 2021 به تعویق افتاد. به دلیل مشکلات بیشتر در مورد چند نفره، تاریخ انتشار شش هفته دیگر به عقب برگشت و در نهایت در 9 مارس 2021 منتشر شد.

### قلعه: نسخه قطعی
در 7 نوامبر 2023، Stronghold: Definitive Edition منتشر شد. این بازی اصلی Stronghold از سال 2001 را ارتقا و مدرنیزه کرد. در نهایت دو DLC اضافی نیز برای بازی منتشر شد. تقریباً یک سال بعد، گزارش شد که بازی بیش از 500000 نسخه فروخته است.

### قلعه قلعه ها
در اواخر سال 2024 استودیو Firefly Castles را برای پلتفرم‌های iOS و اندروید منتشر کرد. این عنوان اولین عنوان موبایل محور در فرنچایز Stronghold شد. این بازی در نهایت ناموفق بود زیرا بعداً گزارش شد که بازی فقط چند هزار دلار درآمد ایجاد کرده است.

### قلعه جنگ صلیبی: نسخه قطعی
در ژانویه 2025، Firefly Stronghold Crusader: Definitive Edition را معرفی کرد که در اصل نسخه‌ای از نسخه اصلی Stronghold: Crusader از سال 2002 بود. علاوه بر گرافیک به‌روز شده و بهینه‌سازی‌های رابط، افزوده‌های جدیدی نیز اعلام شد، مانند شخصیت‌های جدید هوش مصنوعی، حالت‌های Co-op اضافی برای بازی‌های چندنفره، واحدهای جدید با اندازه‌های بزرگتر. Firefly تاریخ انتشار را 15 جولای 2025 ارسال کرد.

### عناوین آینده
در 24 ژوئن 2022، استودیو Firefly توسعه عنوان جدید Stronghold را بر اساس Unreal Engine 5 اعلام کرد. بازی در حال حاضر در مرحله پیش تولید است.